# Callosina
La callosina és una varietat d'olivera. És considerada com a varietat secundària, ja que només se'n conreen unes 1.000 ha a les províncies d'Alacant i Múrcia.

## Característiques agronòmiques
Varietat de vigor mitjà i apreciada per la seva resistència a la sequedat. Els seus esqueixos fàcilment fan arrels i el seu pol·len és autocompatible amb les flors de la mateixa varietat per la qual cosa no necessita altres varietats que la pol·linitzin. El temps que tarda a entrar en producció des de la plantació és el de la mitjana de les varietats. La maduració de les olives és tardana.
La collita mecànica resulta difícil per la resistència a desprendre's dels seus fruits quan s'usen màquines vibradores. Les olives són de pes mitjà entre 2 i 4 grams. Productivitat elevada i constant, ja que no és gaire afectada pel fenomen de la contranyada.

## Usos
Tant per a fer oli com per a taula, ja que la polpa és de gran qualitat i molt resistent una vegada elaborada.